# Villaines-la-Gonais
Villaines-la-Gonais – miejscowość i gmina we Francji, w regionie Kraj Loary, w departamencie Sarthe.
Według danych na rok 1990 gminę zamieszkiwało 425 osób, a gęstość zaludnienia wynosiła 41 osób/km² (wśród 1504 gmin Kraju Loary Villaines-la-Gonais plasuje się na 889. miejscu pod względem liczby ludności, natomiast pod względem powierzchni na miejscu 993.).